# Hermann Roeren

Hermann Roeren

Hermann Roeren (* 29. März 1844 in Rüthen in Westfalen; † 23. Dezember 1920 in Köln-Lindenthal) war ein deutscher Jurist und Reichstagsabgeordneter.

## Leben
Roeren wurde in Rüthen geboren, wo sein Vater als Rechtsanwalt tätig war. Er besuchte Gymnasien in Paderborn und Münster und die Ritterakademie in Bedburg. Nach dem Abitur studierte er an den Universitäten Bonn, Heidelberg und Berlin Rechtswissenschaften. 1866 trat er in den preußischen Staatsjustizdienst und wurde Referendar in Münster. 1872 wurde er Kreisrichter in Rietberg, 1878 Amtsrichter in Altenkirchen, 1885 Landgerichtsrat in Elberfeld und 1891 Oberlandesgerichtsrat in Köln. 1882–85 und ab 1891 war er Mitglied des preußischen Abgeordnetenhauses.
Roeren, der seit 1893 für die Deutsche Zentrumspartei im Reichstag saß, spielte eine entscheidende Rolle bei der Aufklärung mehrerer Skandale rund um den Kolonialbeamten Geo A. Schmidt, die sich zu Beginn des 20. Jahrhunderts in der deutschen Kolonie Togo ereignet hatten. Hermann Roeren war zusammen mit Matthias Erzberger Wortführer gegen die Weiterführung der Kolonialkriege in den Deutschen Kolonien und gegen die Regierungsvorlage eines Nachtragshaushaltes, die im Zusammenhang mit den hohen Verwaltungskosten und der Niederschlagung des Aufstandes der Herero und Nama in Deutsch-Südwestafrika stand.
1898 gründete er mit einem Vorläuferverein des späteren Volkswartbunds die katholische Sittlichkeitsbewegung in Köln. Er war der Wortführer des Zentrums in der Kampagne um die Verschärfung des Strafrechts durch die sog. Lex Heinze; bei einer Versammlung des Kölner Vereins zur Bekämpfung der öffentlichen Unsittlichkeit soll er einem Pressebericht zufolge ausgeführt haben, dass „ein großer Theil der jüdischen liberalen Blätter, deren Spalten mit pikanten Anzeigen gefüllt sind,“ zu den Gegnern dieser „Verschärfung des Sittlichkeitsgesetzes“ zu zählen sei wie überhaupt alle, „deren moralische Anschauungen mit der Lehre der christlichen Moral nicht in Einklang zu bringen“ seien.
Im Februar 1907 legte er sein Amt als Oberlandesgerichtsrat in Köln nieder.
Vor den sogenannten „Hottentottenwahlen“ 1907 veröffentlichte Roeren Material, welches verschiedene Kolonialbeamte und Geschäftsleute wegen diverser Vergehen belastete. Etwa die Abschließung von Monopolverträgen zwischen dem Deutschen Reich und der Reederei Woermann und der Firma Tippelskirch für Militärausstattung, die Güter zu extrem überhöhten Preisen in die Kolonien lieferten. Mitinhaber von Tippelskirch & Co. war der damalige Landwirtschaftsminister Victor von Podbielski. Im Laufe der Debatte erhoben politische Gegner Roerens den Vorwurf, Roeren habe die Reichsregierung mit dem Material erpressen und ihr seinen bzw. den Willen des Zentrums aufzwingen wollen.
Roeren war gemeinsam mit Edmund Schopen und Franz Bitter einer der Initiatoren der sogenannten Osterdienstagskonferenz am 13. April 1909 in Köln, die als Leitsatz für die Zentrumspartei formulierte: „Das Zentrum ist eine politische Partei, die sich zur Aufgabe gestellt hat, die Interessen des gesamten Volkes im Einklange mit der katholischen Weltanschauung zu vertreten.“ Die Osterdienstagskonferenz war ein Auslöser für den Zentrumsstreit. Im April 1909 erregte Roeren Aufsehen, als er in einer Versammlung des Volksvereins für das katholische Deutschland in Kiel meinte, ein Katholizismus ohne Ultramontanismus sei „nur ein denaturierter Katholizismus.“ Er war der Meinung, dass der Volksverein unter die Kontrolle des Episkopats gestellt werden müsse, und setzte sich für dieses Anliegen beim Kölner Erzbischof Anton Fischer ein. In der rheinischen Zentrumspartei war er der Gegenspieler von Karl Trimborn. Wie das Echo der Zentrumspresse auf eine von ihm und Franz Bitter 1909 nach Koblenz einberufene Zentrumsversammlung, die in einer Resolution die Beschlüsse der Osterdienstagskonferenz bekräftigte, zeigte, war er in der Zentrumspartei mit seiner integralistischen Einstellung weitgehend isoliert. Roeren berichtete auf der Zentrumsversammlung in Koblenz am 9. August 1909, Anton Fischer habe ihm geschrieben, der Episkopat habe hinsichtlich des Volksvereins für das katholische Deutschland im Sinne der integralistischen Richtung entschieden. Anton Fischer widersprach dieser Darstellung am 12. August 1909 in einem Brief an die Kölnische Volkszeitung und bezichtigte damit Roeren indirekt der Lüge. Die Anhänger der Zentrumspartei, die den katholischen Charakter der Partei betont wissen wollten, nannte man die „Richtung Roeren-Bitter“. oder die „Roeren-Bitter-Leute“ Auf die Zentrumsversammlung in Koblenz reagierten die Parteivorstände des Zentrums mit einer am 28. November 1909 im Berliner Reichstagsgebäude beschlossenen Erklärung, in der festgehalten wurde, dass das Zentrum „grundsätzlich eine politische nichtkonfessionelle Partei“ sei. Auch Roeren unterzeichnete diese Erklärung. Zudem veröffentlichte er noch eine eigene Erklärung: „Weil die Definition des Charakters des Zentrums im Satz 1 der Beschlüsse der sogenannten Osterdienstagskonferenz zu Missdeutungen Anlass gegeben hat, trete ich auf den Boden der in der heutigen Versammlung vorgeschlagenen Erklärung über den Charakter des Zentrums.“ Am 24. Oktober 1910 gab er außerdem folgende Erklärung ab: „Ich trete nunmehr unzweideutig und vorbehaltlos auf den Boden des Beschlusses des Landesausschusses vom 28. November 1909 und werde alle weitere direkte oder indirekte Vertretung in anderer Formulierung unterlassen. [...] Ich hoffe und wünsche, dass der ganze Streit, der sich an die sogenannte Osterdienstagskonferenz geknüpft hat, auf Seiten der Teilnehmer der Konferenz wie ihrer Gegner weder in der Presse noch in Versammlungen fortgesetzt wird.“ Die Vossische Zeitung nannte Roeren im Zusammenhang mit dem Zentrumsstreit einen „in konfessioneller Engherzigkeit befangenen Starrkopf“.
1910 wurde in seinem Wahlkreis Saarburg-Merzig-Saarlouis der Vorwurf laut, er tue zu wenig für die Arbeiter und sei zu selten in seinem Wahlkreis gewesen. Als alternativer Kandidat für die nächsten Reichstagswahlen wurde Adolf Rosch, der Pfarrer von Derlen, vorgeschlagen, der seine Nominierung allerdings ablehnte.
Am 28. März 1912 gab Roeren bekannt, sein Reichs- und Landtagsmandat wegen der Meinungsverschiedenheiten über den Charakter der Zentrumspartei niederzulegen.
Seit 1894 war er Ehrenmitglied der katholischen Studentenverbindung KDStV Bavaria Bonn im CV. Er war Mitglied des Dritten Ordens des Heiligen Dominikus.
Eine seiner Töchter war mit dem Juristen Jakob Schotten aus Mayen verheiratet. Nach seinem Sohn Ludwig Roeren, einem Orthopäden, ist eine Straße in Viersen benannt.